# Concentración parcelaria

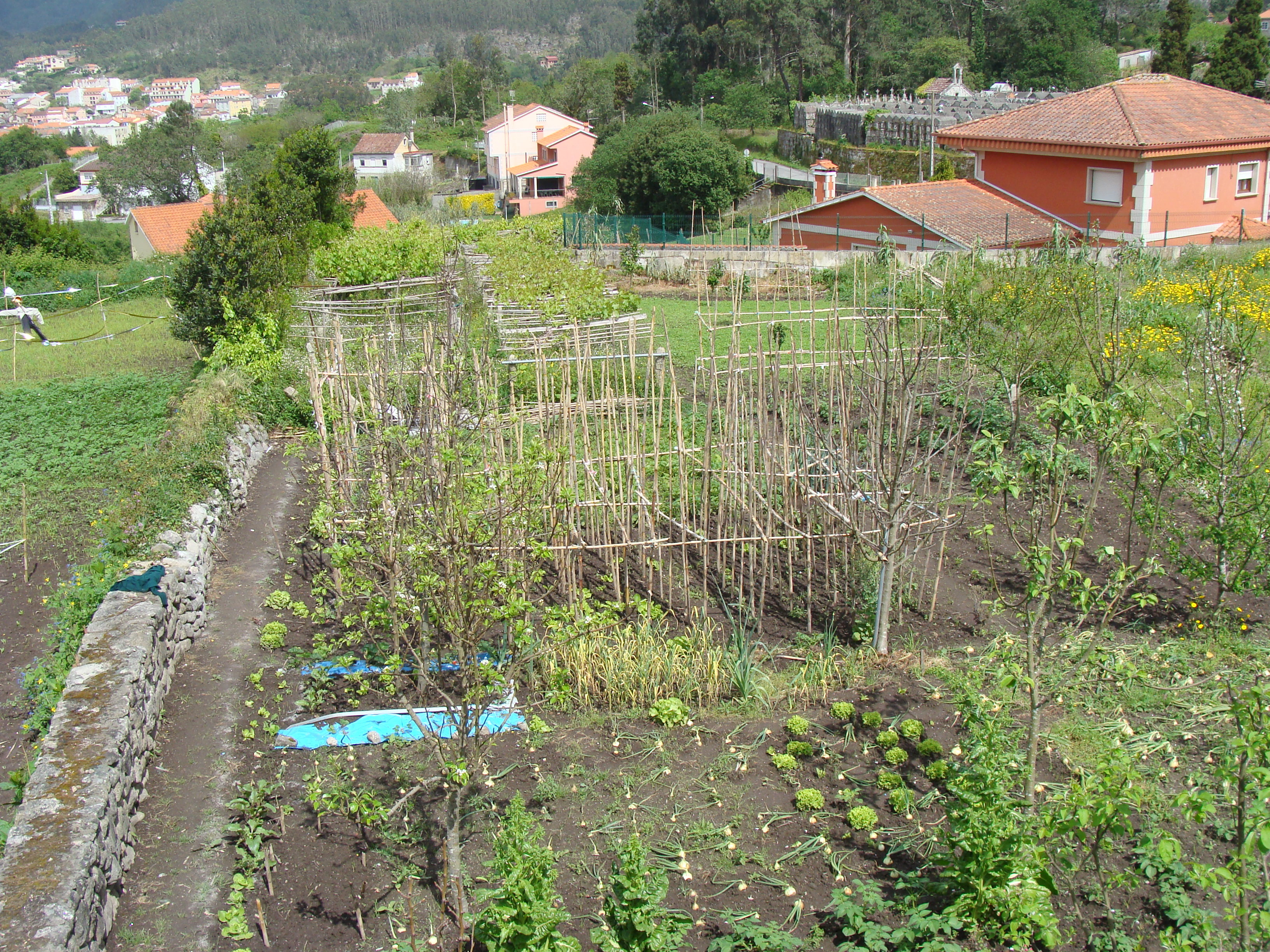
Miniparcelas o minifundios para el cultivo familiar de hortalizas en las afueras de Cangas (Pontevedra). Su tamaño aproximado es de unos 100 m². Típico ejemplo de huerto familiar o Jardín de vegetales que aumentan enormemente el rendimiento y la productividad de la pequeña parcela gracias al cultivo intensivo. Sería un ejemplo de integración de cultivos, más que de concentración de las parcelas.

La concentración parcelaria es una actividad situada en el ámbito de la ingeniería civil agronómica, consistente en agrupar las parcelas de un propietario en el menor número posible de ellas. A la parcela o parcelas resultante se le denomina finca (de reemplazo). Según el DRAE consiste en la agrupación de diversas fincas rústicas de reducida extensión, para unificar y facilitar el cultivo lo cual se logra al aumentar el tamaño de la finca.
Esta actividad se ha llevado a cabo en la mayor parte de los países europeos, en los que básicamente por motivos históricos, las parcelas se han dividido por herencia provocando un fraccionamiento excesivo de las fincas rústicas.

## Latifundismo y minifundismo

Campos de maíz en Royal, Illinois, en el Corn Belt, claro ejemplo del predominio de las grandes propiedades o latifundismo.

Estos dos patrones o estructuras agrarias presentan una dicotomía no exenta de fallas conceptuales que es necesario matizar aquí ya que, en muchas ocasiones, se trata de situaciones que pueden coexistir perfectamente complementándose entre sí sus distintas ventajas en el marco de la geografía agrícola.
- El latifundismo se basa en la extensa explotación agrícola que requiere de una gran inversión de capital y una gran cantidad de mano de obra. Sin embargo, al relacionar esa inversión de capital y el número de trabajadores por unidad de superficie, esa inversión y número de trabajadores se hace mucho menor que en el caso del minifundio. La ventaja del latifundio es lo que se conoce como economía de escala, que puede aplicarse a cualquier actividad económica incluyendo a la agricultura como es el caso aquí. El resultado es que el latifundio emplea una pequeña cantidad de capital y un número también pequeño de trabajadores agrícolas por unidad de superficie, es decir, por hectárea. El resultado suele ser el monocultivo (por ejemplo, el algodón, la caña de azúcar, el café, cereales como el trigo y otros cultivos), así como el abaratamiento de la producción masiva del mismo. Se trata de una agricultura extensiva, donde tanto el rendimiento del cultivo por hectárea como la productividad de cada trabajador empleado suelen ser bastante bajos. Sin embargo, sólo los agricultores tanto de los sistemas latifundistas como minifundistas son los que tienen una opinión más acertada sobre los distintos tipos de sistemas de acuerdo a la extensión de las parcelas, lo cual no los exime de errores de apreciación. Los latifundios han venido adaptándose a los tiempos y mejorando los sistemas de producción. La mecanización de la primera revolución industrial (empleo de cosechadoras de cereales con mulas o caballos y después con máquinas de vapor) como la automatización de la segunda revolución industrial (máquinas trilladoras y cosechadoras combinadas) han venido a transformar la situación del campo.

El caso de España, ampliado más adelante, corresponde a la etapa de la posguerra por la necesidad de poner en producción tierras nuevas en zonas de baja densidad de población: el Plan Badajoz, por ejemplo, vino a aumentar el número de parcelas disponibles para la agricultura (por ejemplo, cereales y otros cultivos) además de la extensión de las mismas. Pero la situación de los años 50 mejoró progresivamente y hoy en día la producción agrícola en Extremadura ha mejorado ostensiblemente: tal vez las parcelas han disminuido de tamaño pero su productividad ha crecido en consecuencia.
- El minifundio no solo corresponde a regiones densamente pobladas (es el caso de Galicia presentado aquí) sino también a regiones donde la propiedad se ha venido subdividiendo cada vez más aunque la población no haya crecido en la misma proporción. Pero esta subdivisión viene a cubrir un tipo de necesidad de productos agrícolas basados en la diversidad de los mismos, para evitar en lo posible los gastos de transporte. Es una agricultura intensiva, con producción de numerosos rubros por cada parcela y con un mercado familiar o limitado a la localidad inmediata. Tanto su rendimiento por hectárea como la productividad por trabajador son, en este caso, muy elevados.

- La evolución histórica tanto del minifundio como del latifundio puede verse fácilmente en el análisis de los planos urbanos de la mayoría de los pueblos y ciudades fundados en España y otros países a fines de la Edad Media: se trata de una variante del modelo de Von Thünen que podríamos llamar modelo radioconcéntrico urbano: vías radiales que salen del centro urbano y círculos concéntricos que muestran el progresivo aumento del tamaño de las parcelas a medida que aumenta la distancia al centro poblado. Muchas poblaciones de Castilla - La Mancha y, sobre todo, de Castilla y León siguen este patrón: el ejemplo de San Clemente, en la provincia de Cuenca es muy interesante en este sentido. 39°25′33″N 2°26′54″O / 39.425806, -2.4482621[1]

## España
Por iniciativa del Ministro de Agricultura Rafael Cavestany de Anduaga se tramita en las Cortes Españolas y la primera disposición sobre concentración parcelaria se promulga el 20 de diciembre de 1952, un primer ensayo en manos de una comisión a la que se encomienda que en el plazo de los cinco años siguientes redacte un proyecto definitivo:

"...Pero la formidable acogida del ensayo, manifestada en la afluencia de  demandas de los agricultores solicitando la concentración, rebasó los cálculos más optimistas y obligó a promulgar otra nueva Ley, la de 20 de julio de 1955, que no fue la definitiva anunciada, ya que se trataba tan sólo de complementar la anterior, si bien con la novedad de facultar al Gobierno para promulgar un texto refundido sobre concentración, texto que se aprueba por Decreto de 10 de agosto de 1955, en que se recogen, aparate de las dos Leyes del 52 y 55, otras normas que fueron promulgadas sin el rango de Ley y que aparecieron para hacer posibles los primeros ensayos de concentración, tal como la orden conjunta de los Ministerios de Justicia y Agricultura de 22 de noviembre de 1954..."
Emilio Lamo de Espinosa y Enríquez de Navarra.

La  Ley de Reforma y Desarrollo Agrario (LRYDA), de 1973 y vigente, es la base sobre la que se ha llevado a cabo este procedimiento agronómico en España, en su artículo 173 define sus fines: La concentración parcelaria tiene por fin primordial la constitución de explotaciones de estructura y dimensiones adecuadas, a cuyo efecto y realizando las compensaciones necesarias entre clases de tierras que resulten necesarias se procurará, y resumiendo brevemente los aspectos que se procurarán:
1. Adjudicar a cada propietario en coto redondo el menor número de fincas de reemplazo.
2. Adjudicar contiguas las fincas integradas en una explotación.
3. Suprimir explotaciones que sean antieconómicas.
4. Situar las nuevas fincas en el lugar que mejor pueda atenderlas quien las explote.
5. Dar acceso a las nuevas fincas a las vías de comunicación, modificando y creando caminos.

En resumen, mediante esta actividad agronómica se “intenta”, en lo posible, dar al agricultor el mínimo número de fincas a cambio de las parcelas aportadas, todo ello en el ámbito de una red de caminos en condiciones y situadas donde haya pedido, eso sí, dentro de lo posible.
Al observarse los perjuicios del minifundio, con el aumento de la mecanización de la agricultura, la creación de nuevos regadíos o la mejora de los antiguos se concluye fácilmente que la actividad de la concentración parcelaria es muy beneficiosa, no obstante dadas las dificultades en su realización, así como la lentitud del proceso la han hecho terriblemente impopular, como colofón, los problemas ambientales la han hecho más impopular si cabe, tan impopular que es rara su realización en la mayor parte de las comunidades autónomas de España.
En 1959 Smith decía que “la parcelación es uno de los males tradicionales de la agricultura española, caracterizando su paisaje, principalmente en el centro y noroeste peninsular”.
En 1973 se crea el Instituto de Reforma y Desarrollo Agrario, en el que se refunde el Servicio de Concentración y el Instituto de Colonización y a su vez, se promulga la Ley de Reforma y Desarrollo Agrario, desarrollándose en su Título VI este procedimiento. Con dicha Ley se realizan gran número de concentraciones parcelarias, en particular en Castilla y León, Galicia y posteriormente en Aragón y Castilla-La Mancha. Con la llegada de nuevas competencias a las diferentes comunidades autónomas muchas de ellas han promulgado leyes de concentración parcelaria, pero en términos generales son muy similares a la mencionada LRYDA, ya que es difícil realizar el procedimiento de otro modo.

## Juicio crítico

### Beneficios
Algunos de los beneficios más evidentes son los que a continuación se detallan:
Uno de los logros más importantes es el Saneamiento de la propiedad de todos los propietarios implicados en el proceso, ya bien sean cultivadores o no, mediante la identificación, titulación y registro de la propiedad rústica, reduciendo con ello la litigiosidad sobre los predios y simplificando la tramitación de las ayudas relacionadas con la agricultura y ganadería, petición de subvenciones, tramitación de cualquier incidencia legal, etc. Además de permitir una fuente de financiación externa, ya que al estar registradas las fincas se puede acudir al mercado hipotecario, con costes de financiación más ventajosos que en otros tipos de créditos.
Mejora la rentabilidad de las explotaciones, mediante un aprovechamiento más eficiente de los medios de producción debido a: la reducción del número de fincas y al aumento de la dimensión media de las mismas, la puesta en valor de zonas marginales, las mejores formas geométricas derivadas de la nueva red de caminos y el agrupamiento de los lotes por explotaciones.
Las obras propias a la concentración parcelaria (red de caminos, red de saneamiento, restauración del medio natural, etc.) están consideradas de interés general y son sufragadas íntegramente con cargo a los presupuestos de las comunidades autónomas, es decir, son totalmente gratuitas para los propietarios y conllevan una mejora general de las infraestructuras mediante el  diseño de una red de caminos con anchura y características adecuadas a los medios de producción de una explotación moderna, favoreciendo el drenaje de las fincas y dotando a todas las fincas de reemplazo de acceso directo a camino eliminando las servidumbres de paso, salvo casos excepcionales.
Aumento de la vida útil de la maquinaria, sobre la base de una menor necesidad de transporte debido a la mejora de caminos y a la disminución en el número de maniobras al presentar las nuevas fincas una mayor dimensión y mejor trazado.
En zonas de regadío, la nueva ordenación del territorio y las infraestructuras generadas por este proceso favorecerá la instalación de nuevos sistemas de riego permitiendo con ello un uso más racional del agua.
El proceso de concentración parcelaria conlleva la realización de una serie de actuaciones de restauración medioambiental contempladas en un proyecto de restauración del medio natural, que tiene como principal objetivo solucionar o corregir los problemas derivados de las obras de infraestructura rural vinculadas al proceso de concentración parcelaria. Se pueden incluir en este proyecto actuaciones como: la revegetación de arroyos, restauración de canteras, creación de espacios arbolados, recuperación de fuentes y abrevaderos, creación de zonas de esparcimiento, etc…

### Perjuicios
Con respecto al costo económico: el proceso es muy largo, habitualmente 10 años desde el inicio hasta la toma de posesión; y la entrega de las escrituras aún lleva más tiempo. Además, este tiempo supone una cierta paralización en la explotación agrícola de la zona. 
En cuanto al costo medioambiental, la desaparición de márgenes, ribazos y espacios “perdidos” va en contra de la flora y fauna que en ellos habita. En segundo lugar, el mayor rendimiento que se obtiene una vez se finaliza el proceso con frecuencia se debe a un mayor uso de productos químicos. Este es el motivo por el que la concentración parcelaria entra dentro de los anexos de la ley de evaluación de impacto ambiental, en particular consta en el anexo II de la Ley de Evaluación de Impacto Ambiental. Para el paisaje tradicional de bocage, los efectos son de gran alcance. El resultado de una concentración poco sensible es un desmonte general de las lindes, una parcelación diseñada con criterios análogos a los de un polígono industrial, y la generalización de las alambradas como procedimiento universal de cierre.
Una vez que la concentración se ha completado, se producen actuaciones en cascada tendentes a mejorar los drenajes de las tierras, eliminar obstáculos que dificulten la mecanización y el cultivo de las parcelas y allanar los accesos a las fincas. Paralelamente, los niveles freáticos descienden de forma global, por la proliferación de extracciones apenas controladas para regadío. A resultas de ello, la red de prados y humedales se altera por desecación, lo que allana el camino para la conversión de todo el territorio en zona cultivada. Los arroyos se rectifican, empotrándolos entre cultivos. Las charcas son cegadas, o se excavan a medida usando represas de tierra. Paralelamente, la producción forrajera es racionalizada, y los pequeños prados concejiles pierden su valor económico al generalizarse la estabulación y la producción intensiva de forraje mediante regadío y ensilado. El pastoreo comunal se extingue al mismo tiempo que las eras pierden su función. Otro efecto sobre el paisaje es la inmediata accesibilidad a terrenos cuya integridad se ha mantenido gracias a su lejanía o al estado de los caminos. Las pistas potencian (y ello es un propósito consciente de la concentración) la inversión agraria en todo el territorio municipal.
Otras críticas muy habituales son:
1. La concentración se produce ya de una forma natural, en muchos pueblos españoles apenas quedan 2 o 3 agricultores, que se encargan de cultivar todo, de modo que quitan los ribazos y hacen con las tierras lo que quieren, independientemente de su situación jurídica.[cita requerida]
2. La concentración se suele realizar por municipios, los habitantes de dicho municipio se benefician de la concentración pero los de los municipios colindantes, que con frecuencia llegan a tener el 40 % de la propiedad, apenas se benefician.[cita requerida]
3. Una vez obtenida la concentración, los agricultores continúan dividiendo sus tierras en herencias de modo que al final se vuelve al mismo punto de partida.